# Spondylolyse
Spondylolyse is een rugaandoening waarbij de verbinding tussen twee wervels is verslapt.
De oorzaak van een spondylolyse is meestal een aangeboren aanlegstoornis van de boog van een wervel, waardoor deze boog niet geheel verbeent. Waarschijnlijk komt dit bij ongeveer 6% van de mensen in meer of mindere mate voor.
Bij afwezigheid van klachten volgt er meestal geen behandeling. Bij pijnklachten is het wenselijk om de belastende activiteiten (zoals intensief sporten) te vermijden.
In zeldzame ernstige gevallen kan overwogen worden om de betreffende wervels operatief vast te zetten (spondylodese).
Spondylolyse komt vooral tot uiting in de vorm van lage rugklachten bij jonge sporters die zeer intensief turnen, vlinderslagzwemmen en speer- of discuswerpen.
Als een wervel is verschoven, spreekt men van een spondylolisthesis.
schedel · wervelkolom · borstkas · borstbeen · schoudergordel · arm · bekkengordel · been

bot · gewricht · botten van de mens